# Karen Alexander
Karen Ruth Alexander (Melbourne, 1948) es una ecologista australiana. Es una de las fundadoras de Tasmanian Wilderness Society en Australia.

## Biografía
Alexander es aborigen de Melbourne. Tuvo una mezcla de educación pública y privada, sus últimos cinco años en una escuela media local cerca de Sherbrooke Forest. Estudió matemática en la Universidad de Monash antes de estudiar geología en Tasmania, licenciada en Ciencias Aplicadas en Canberra. Fue cofundadora de la Rama Melbourne de la Sociedad de Desiertos de Tasmania, dedicada a hacer campaña en contra de la propuesta del Embalse Franklin de Tasmania. Bob Brown la describe como la "fuerza impulsora en Melbourne de girar la campaña estadual sobre el río Franklin y el proyectado embalse, en una cuestión nacional". Cuando la Wilderness Society se estableció nacionalmente, Alexander fue designada codirectora. 
Durante 1988, trabajó con el Programa Ambiental de Naciones Unidas, después de lo cual se convirtió en gerenta ambiental para la Australian Conservation Foundation. Más tarde completó su maestría en la Universidad de Australia Occidental. Involucrada en los Verdes Australianos, ha sido presidenta de Bush Heritage Australia, de 2000 a 2004. 
En 2005, asumió su posición actual en la Victorian National Parks Association.
En 2015 fue condecorada con la medalla de la Orden de Australia (OAM) «por su servicio a la conservación y medio ambiente, y a la comunidad».